# Phytophthora cryptogea
Phytophthora cryptogea Pethybr. & Laff. – gatunek organizmów należący do grzybopodobnych lęgniowców. U licznych gatunków roślin wywołuje chorobę zwaną fytoftorozą.

## Systematyka i nazewnictwo
Pozycja w klasyfikacji według Index Fungorum: Phytophthora, Peronosporaceae, Peronosporales, Peronosporidae, Peronosporea, Incertae sedis, Oomycota, Chromista.
Po raz pierwszy takson ten zdiagnozowali w 1919 r. George Herbert Pethybridge i Henry Aloysius Lafferty na żywych łodygach pomidora i petuni w Irlandii.

## Morfologia i rozwój
Strzępki słabo rozgałęzione, o szerokości do 8 μm, w koloniach hodowanych w roztworach wodnych widoczne są na nich charakterystyczne zgrubienia. Sporangiofory proste, nierozgałęzione lub rozgałęzione sympodialnie, nowe często powstają wskutek zewnętrznej proliferacji. Zarodnie pływkowe o kształcie od jajowatego do odwrotnie gruszkowatego i wymiarach 35–63 × 24–35 μm. Zgrubienie szczytowe niewidoczne. Plemnie o średnicy 24–32 μm, amfigeniczne, owalne lub cylindryczne. Lęgnie o średnicy 28–37 μm, kuliste, gładkościenne, początkowo szkliste, później żółtobrązowe. Oospory o średnicy 25–30 μm, kuliste, powstające na oogoniach symetrycznie. Gatunek heterotaliczny.
Na pożywce V8 tworzy się watowata kultura, na pożywce PDA kultura o delikatnym kwiatowym wzorze z płatkowanymi strefami. Zarówno w roztworach wodnych, jak i na podłożach agarowych nie powstają chlamydospory. Występują strzępki powietrzne. Kolonia rozwija się w temperaturze od 1 °C do 33 °C. Temperatura optymalna 22–25 °C.
Podobna jest Phytophthora cambivora.

## Występowanie i siedlisko
Znane jest występowanie Phytophthora cryptogea w Ameryce Północnej, Europie i na Nowej Zelandii. W Polsce patogen ten znany jest od 1964 roku, wyizolowano go na roślinach: Gerbera jamesonii, jodła pospolita, kosodrzewina, rojnik, skalnica, forsycja, wrzos pospolity, sosna czarna, pachypodium Lamera.
Jest organizmem pasożytniczym rozprzestrzeniającym się w glebie. Może w niej przetrwać przez kilka lat bez żywiciela, mimo że nie wytwarza chlamydospor. Prawdopodobnie umożliwiają jej to zgrubienia na strzępkach. Może atakować liczne gatunki drzew, krzewów i roślin zielnych. Wywołuje liczne fytoftorozy. W Polsce powoduje fytoftorozę drzew, fytoftorozę różanecznika, zgniliznę korzeni maliny, mokrą zgorzel podstawy pędu irysa, zgorzel gerbery, zgorzel podstawy pędu astra chińskiego, zgorzel podstawy pędu begonii, zgorzel podstawy pędu cynerarii, zgorzel podstawy pędu syningii, zgorzel podstawy pędu tulipana.